# XXIV edició dels Premis Ariel
La XXIV edició dels Premis Ariel, organitzada per l'Acadèmia Mexicana d'Arts i Ciències Cinematogràfiques (AMACC), es va celebrar el 1982 a Ciutat de Mèxic per celebrar el millor del cinema durant l'any anterior. Durant la cerimònia, l’AMACC va lliurar el premi Ariel a 17 categories en honor de les pel·lícules estrenades el 1981.

## Premis i nominacions
Nota: Els guanyadors estan llistats primer i destacats en negreta. ⭐
| Millor pel·lícula - Ora sí ¡tenemos que ganar! ⭐ - Llámenme Mike - Noche de carnaval                                                                                  | Millor direcció - Raúl Kamffer – Ora sí ¡tenemos que ganar! ⭐ - Alfredo Gurrola – Llámenme Mike - Mario Hernández – Noche de carnaval                               |
| Millor actor - Alejandro Parodi – Llámenme Mike ⭐ - Pedro Armendáriz Jr. – Rastro de muerte - Manuel Ojeda – Ora sí ¡tenemos que ganar!                               | Millor actriu - Ninón Sevilla – Noche de carnaval ⭐ - Katy Jurado – La seducción - Alma Muriel – Retrato de una mujer casada                                        |
| Millor coactuació masculina - Carlos López Moctezuma – Como México no hay dos ⭐ - Juan Ángel Martínez – Noche de carnaval - Amado Zumaya – Ora sí ¡tenemos que ganar! | Millor coactuació femenina - Julissa – Distrito Federal ⭐ - Viridiana Alatriste – La seducción - Ana Ofelia Murguía – Ora sí ¡tenemos que ganar!                    |
| Millor argument original - Reyes Bercini, Jorge Patiño – Llámenme Mike ⭐ - Emilio Carballido – Distrito Federal - Mercedes Manero – Rastro de muerte                  | Millor guió adaptat - Reyes Bercini, Jorge Patiño – Llámenme Mike ⭐ - Xavier Robles – Noche de carnaval - Raúl Kamffer, Leonor Alvarez – Ora sí ¡tenemos que ganar! |
| Millor fotografia - Toni Kuhn – Ora sí ¡tenemos que ganar! ⭐ - Álex Phillips Jr. – La seducción - Jorge Stahl Jr. – Rastro de muerte                                  | Millor edició - Juan Mora Catlett – Ora sí ¡tenemos que ganar! ⭐ - Ángel Camacho – Llámenme Mike - Sergio Soto – Noche de carnaval                                  |
| Millor escenografia - José Rodríguez Granada – Rastro de muerte ⭐ - Salvador Lozan Mena – Distrito Federal - Luis Quintanilla – Presos sin culpa                      | Millor banda sonora - - Leonardo Velázquez – La seducción - Gustavo César Carrión – La mugrosita - Nacho Méndez – Novia, esposa y amante                             |
| Millor cançó - Bulmaro Bermúdez – La mugrosita ⭐ | Millor ambientació - David Antón – Rastro de muerte ⭐ - Raúl Cárdenas Asencio – Llámenme Mike - Gilda Navarro – Ora sí ¡tenemos que ganar!                          |
| Millor curtmetratge - Manuel Rodríguez – Como quieres que sea ⭐ - Dora Guerra – Hacer un guión - Marisa Sistach – ¿Y si Platicamos de Agosto?                         | Millor curtmetratge documental - Carlos Mendoza, Carlos Cruz – El chahuistle ⭐ - Nicolás Echevarría – El niño Fidencio, el taumaturgo de Espinazo                   |
| Millor curtmetratge educatiu - Jaime Kuri Aiza– Dr. Atl ⭐ - Toni Álvarez – El blues                                                                                   | |